# Kőszeg
Kőszeg (tyska: Günz) är en stad i provinsen Vas i västra Ungern med 11 783 invånare (2001).

## Vänorter
Kőszeg är medlem av Douzelage, en vänortsorganisation med 23 länder i EU.

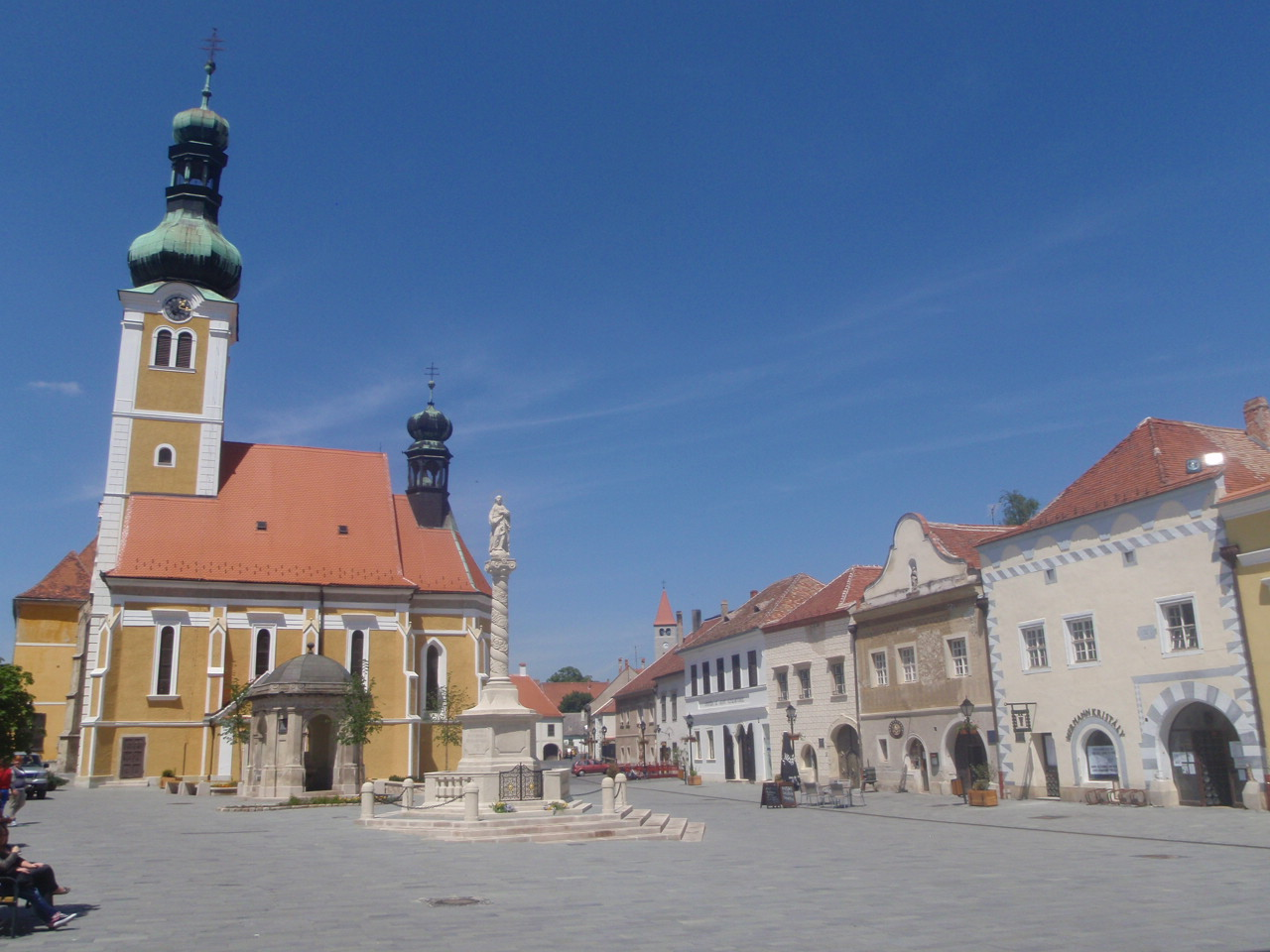
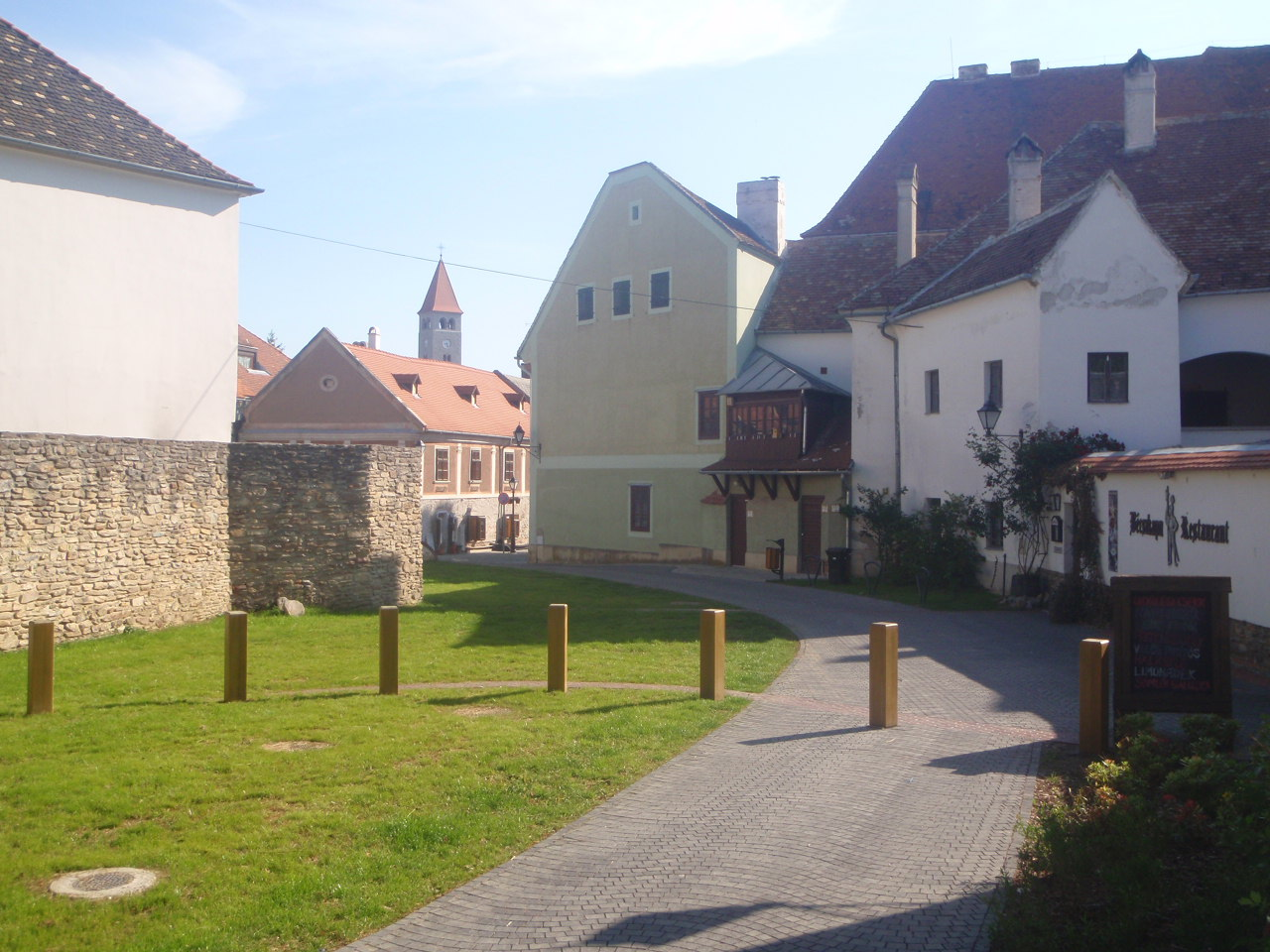
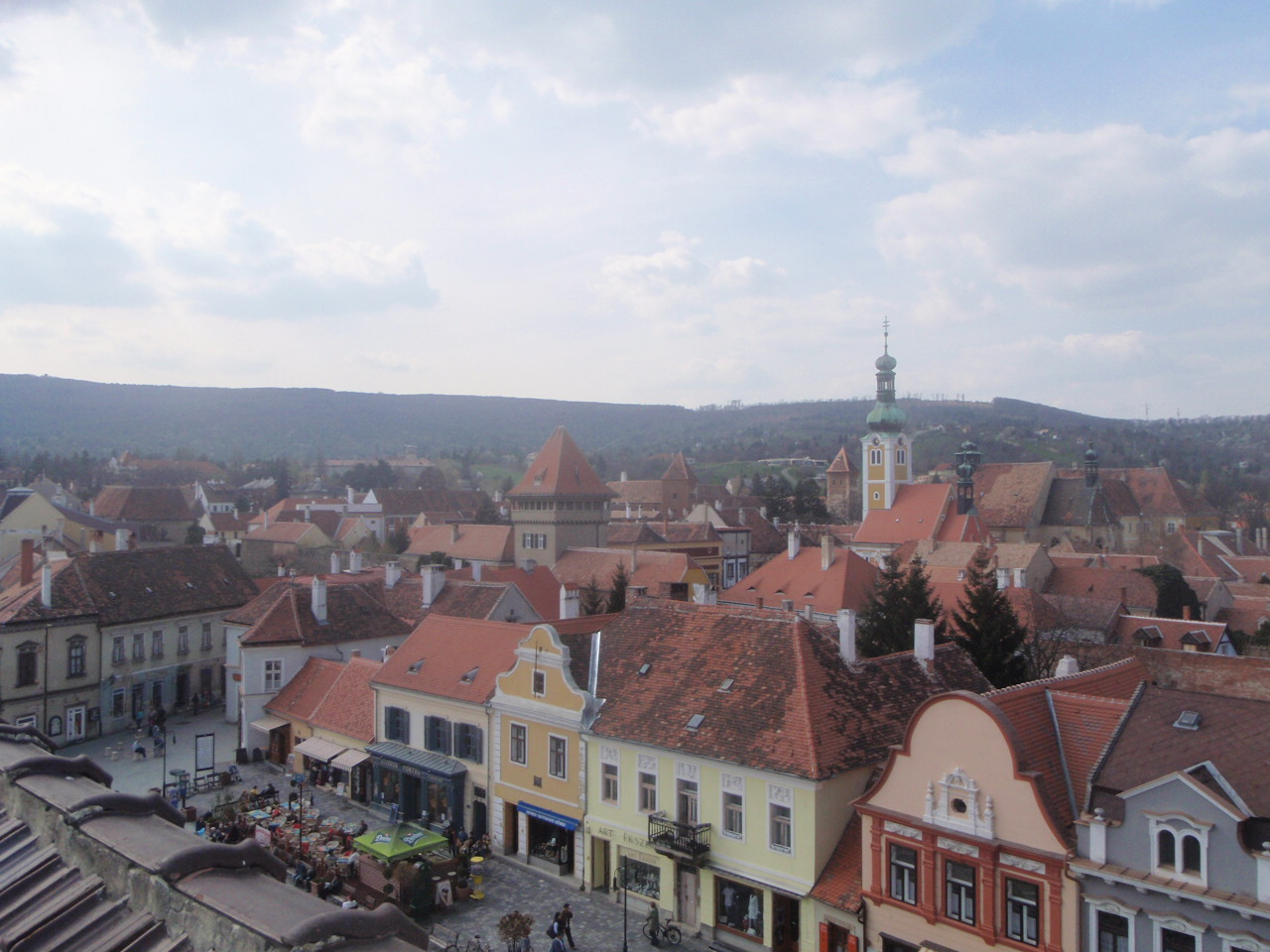
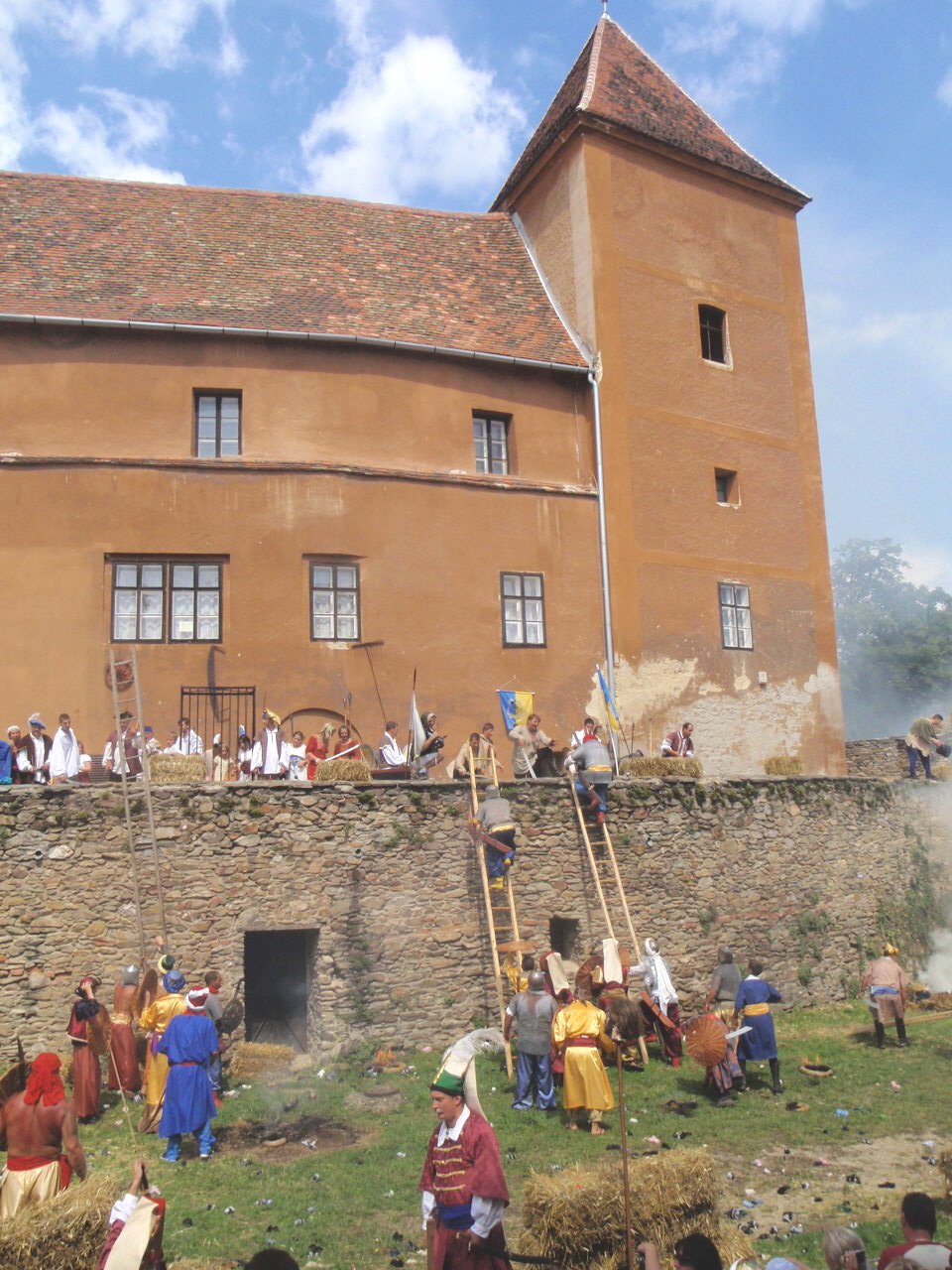
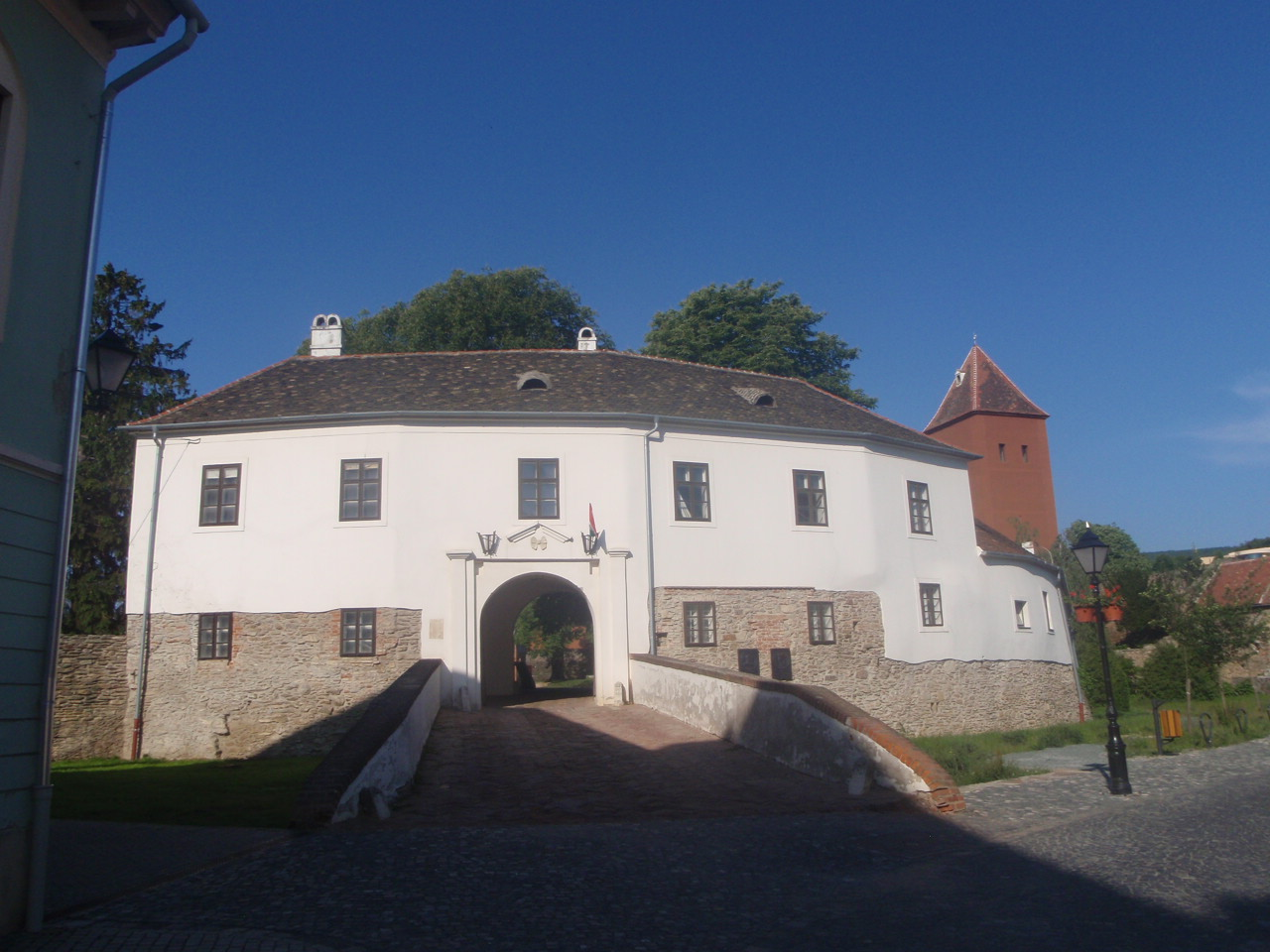
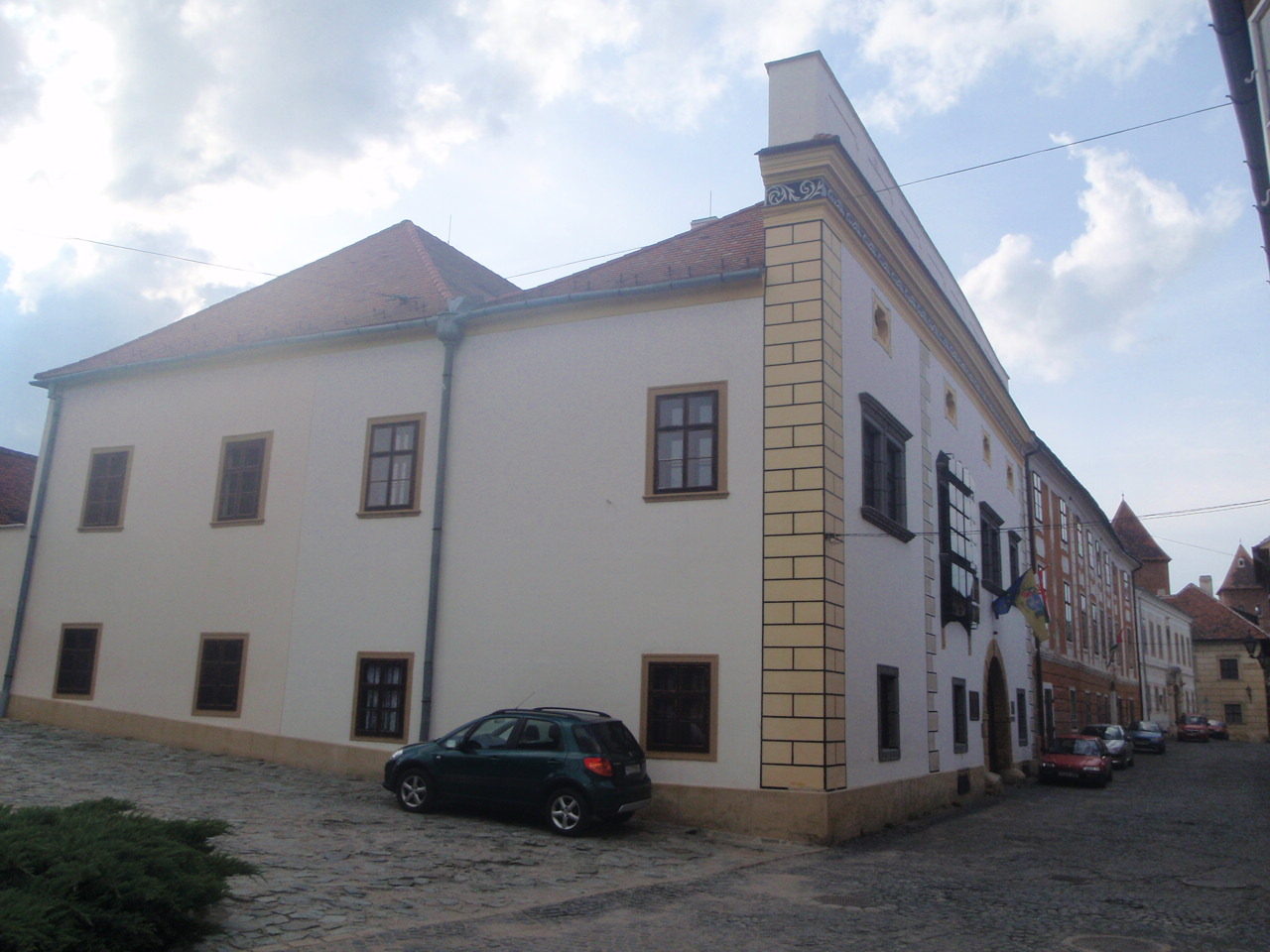
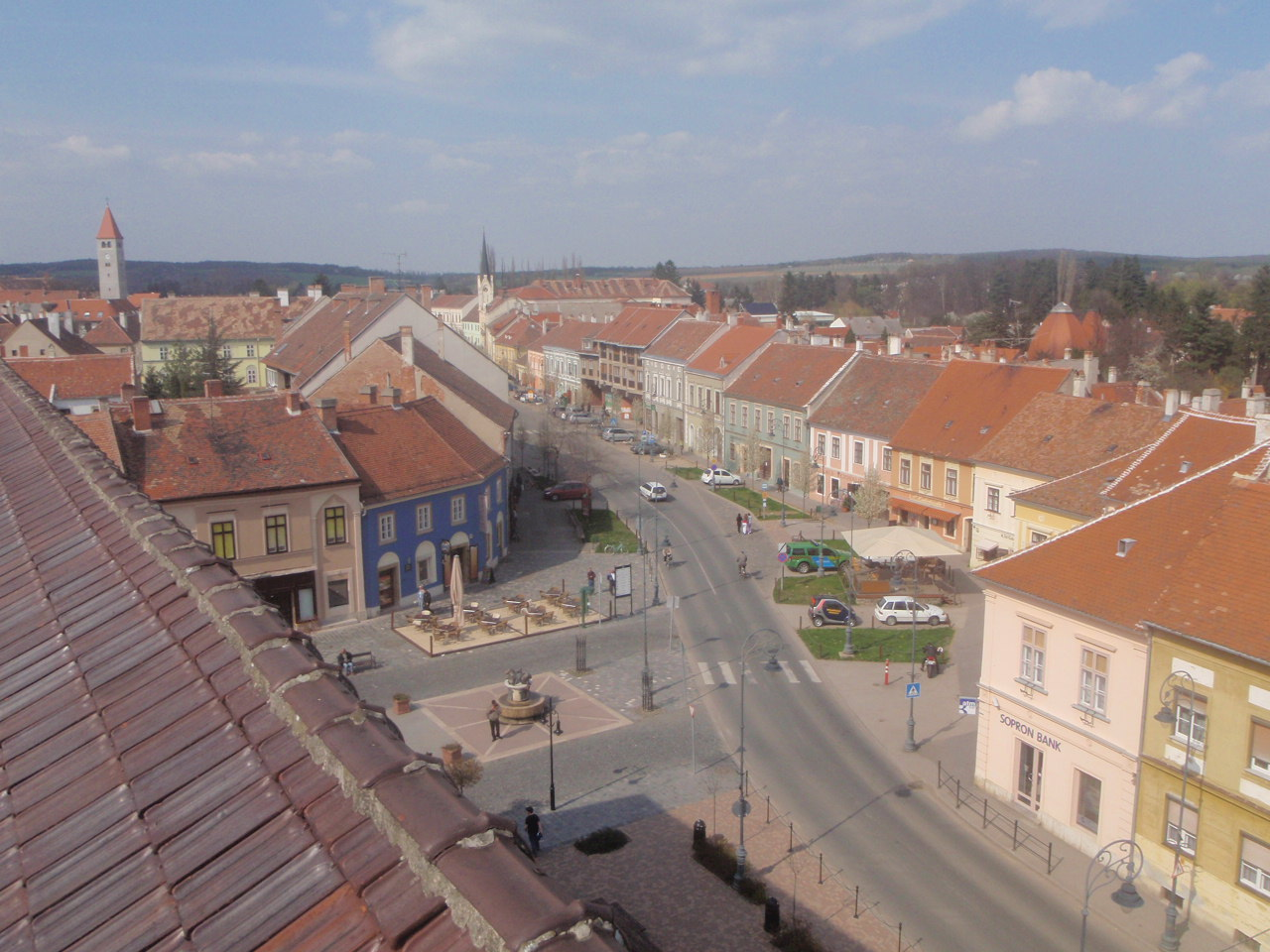
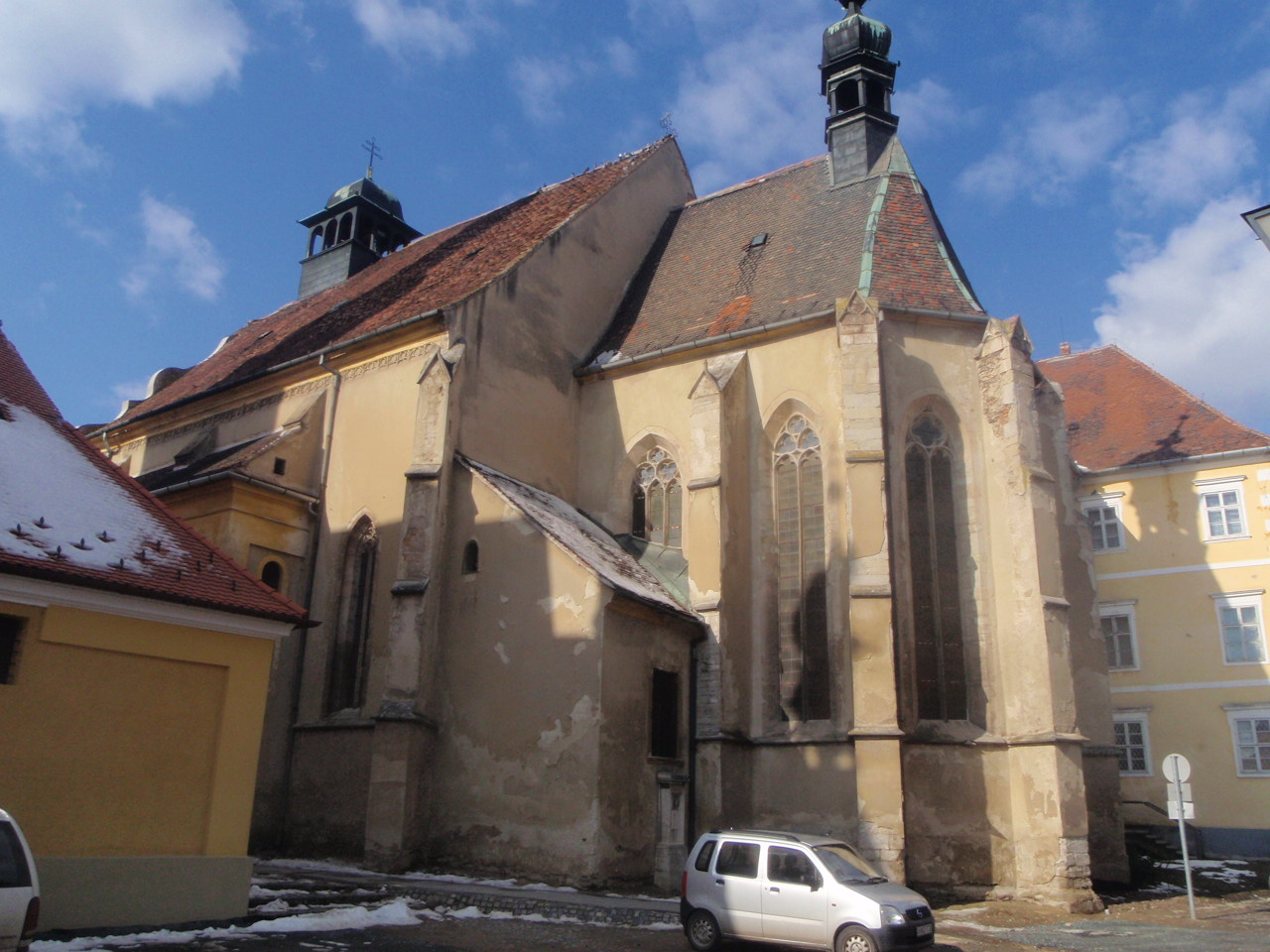
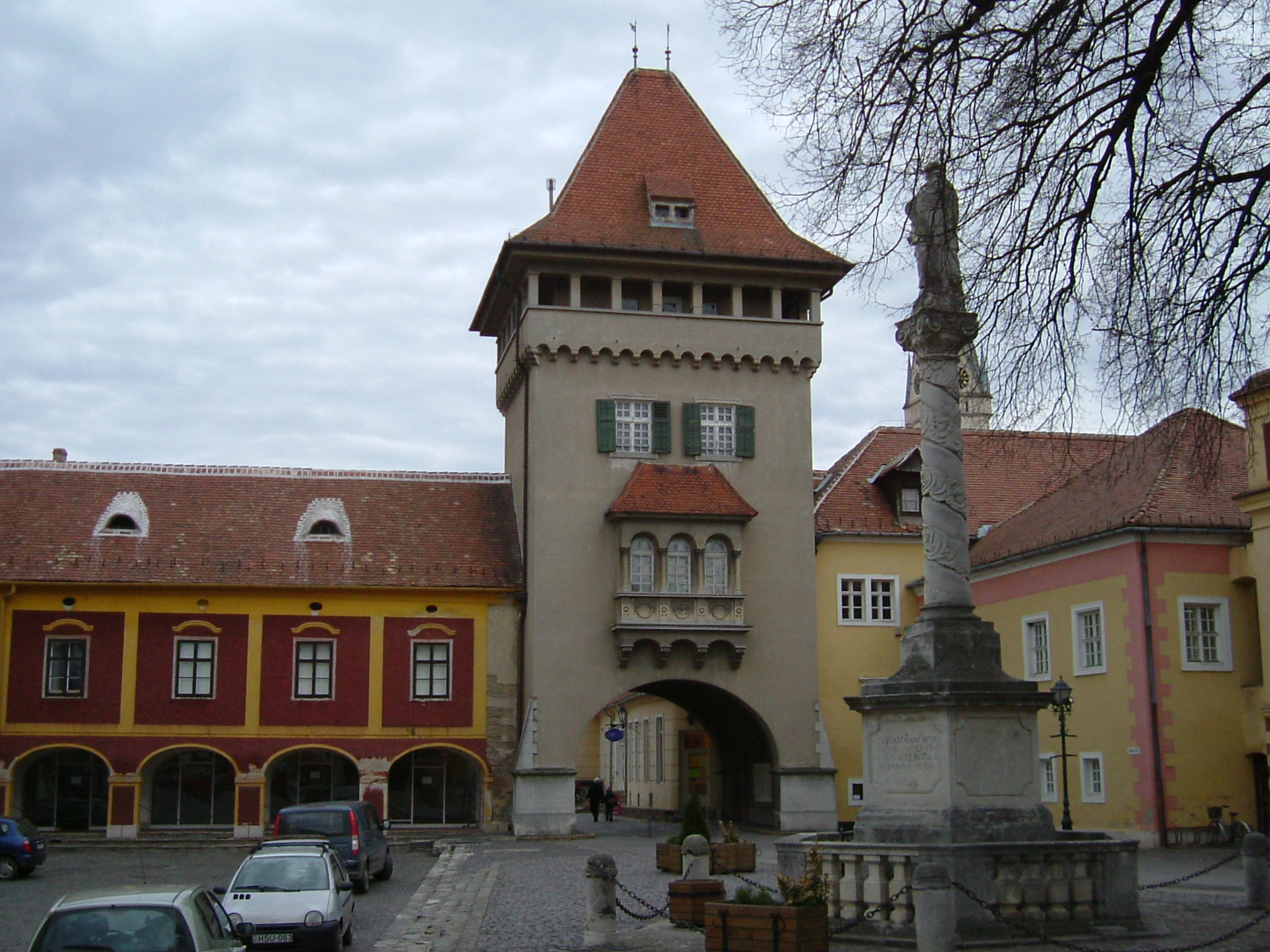
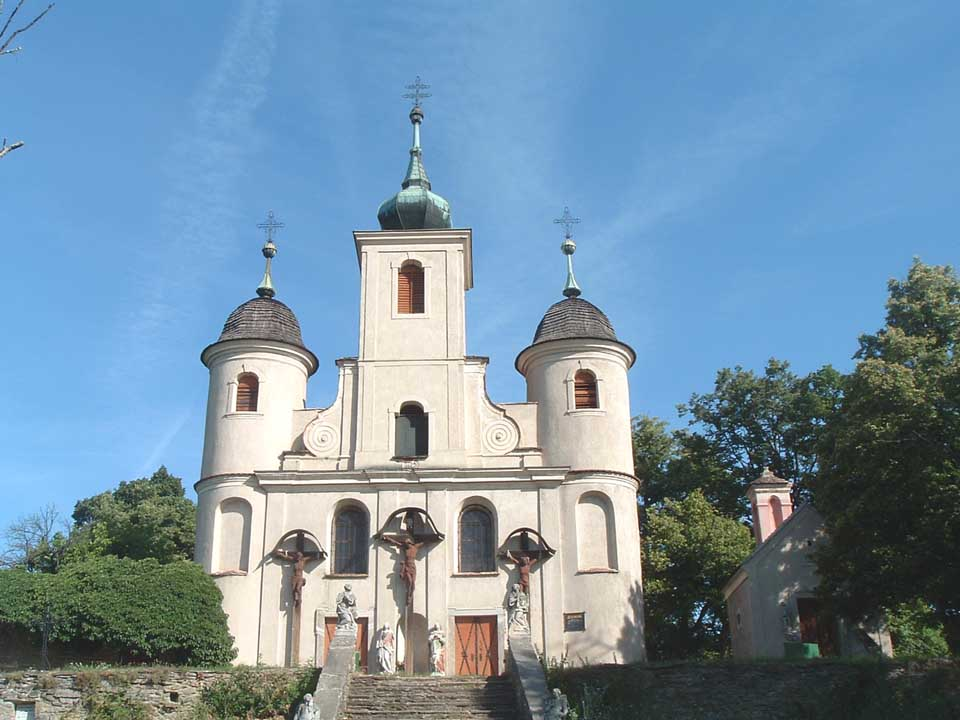
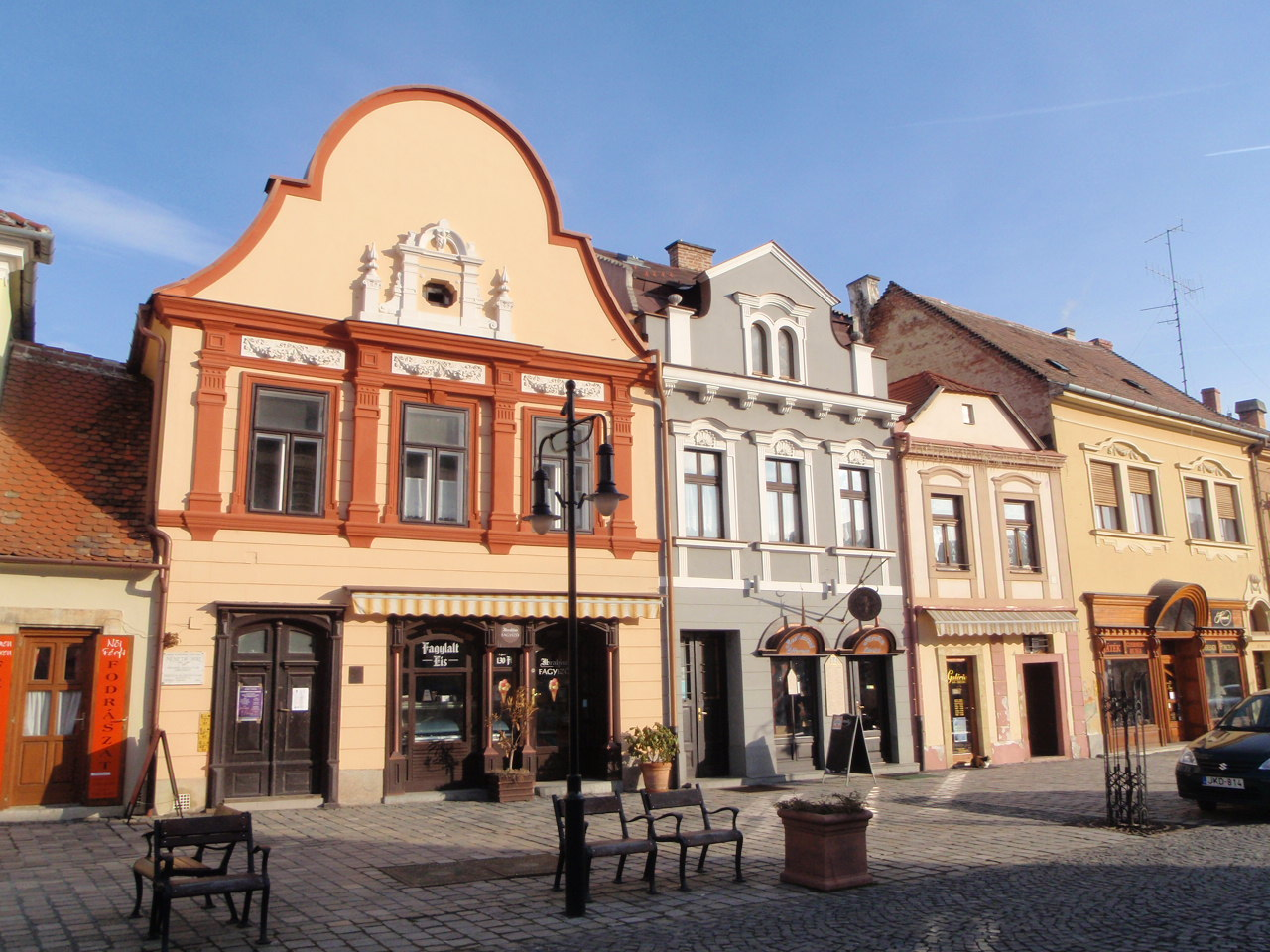

| - Altea, Spanien - Bad Kötzting, Tyskland - Bellagio, Italien - Bundoran, Irland - Chojna, Polen - Granville, Frankrike - Holstebro, Danmark - Houffalize, Belgien | - Judenburg, Österrike - Högfors, Finland - Marsaskala, Malta - Meerssen, Nederländerna - Niederanven, Luxemburg - Oxelösund, Sverige - Prienai, Litauen | - Preveza, Grekland - Sesimbra, Portugal - Sherborne, England - Sigulda, Lettland - Sušice, Tjeckien - Türi, Estland - Zvolen, Slovakien |